# Mr. Visserplein
Het Mr. Visserplein is een druk verkeersplein in Amsterdam-Centrum, op het knooppunt van het Waterlooplein, het Jonas Daniël Meijerplein, de Muiderstraat, de Rapenburgerstraat, de Valkenburgerstraat en de Jodenbreestraat. Het plein is vernoemd naar Lodewijk Ernst Visser, die van 1939 tot 1940 als president van de Hoge Raad diende en die zich sterk verzette tegen de onderdrukking van Joden tijdens de Duitse bezetting in de Tweede Wereldoorlog.
Aan het plein staat de 17e-eeuwse Portugees-Israëlietische Synagoge (Snoge), ooit de grootste synagoge ter wereld. Op de hoek van de op het plein uitkomende Nieuwe Amstelstraat is, in een complex van voormalige 17e-eeuwse Hoogduitse synagogen, het Joods Museum gevestigd.
De 19e-eeuwse Mozes en Aäronkerk staat op de hoek met het Waterlooplein. De kerk is gebouwd op de plek waar Baruch Spinoza is geboren. Aan de zuidmuur van de kerk is het 8 Decembermonument, een plaquette ter herdenking van de slachtoffers van de Decembermoorden in Suriname aangebracht. Hier vindt jaarlijks een herdenking plaats.
Langs de hoek van de Jodenbreestraat naar de Valkenburgerstraat stond van 1971-1994 het Maupoleum, destijds vaak het 'lelijkste gebouw van Amsterdam' genoemd. Tegenwoordig staat er aan de zijde van de Valkenburgerstraat een kantoorgebouw van de gemeente Amsterdam, met daaronder winkels en aan de zijde van de Zwanenburgwal de Academie voor Theater en Dans.
Sinds 1999 is de Nederlandse Film en Televisie Academie gevestigd aan het Mr. Visserplein. De ingang bevindt zich aan het Markenplein. Over het uiterlijk van dit gebouw, met een strakke gevel van groen glas, zijn de meningen verdeeld. Volgens velen nam het de plaats van het afgebroken Maupoleum over als lelijkste gebouw van Amsterdam.
Onder het Mr. Visserplein was van 2003 tot 2020 het "kinderspeelparadijs" TunFun gevestigd in de vroegere auto- en voetgangerstunnel. Het ging tijdens en vanwege de coronapandemie failliet.
Tram 14 heeft een halte aan beide kanten van het Mr. Visserplein, op het Waterlooplein en in de Muiderstraat.

## Geschiedenis
Oorspronkelijk lag ongeveer op de plek van het huidige plein het Markenplein dat in 1968 bij het Mr. Visserplein werd gevoegd. Een deel kreeg in 1997 haar naam weer terug
Het Mr. Visserplein is in 1967-1968 aangelegd als onderdeel van plannen om ten tijde van de bouw van de Oostlijn van de Amsterdamse metro een brede verkeersweg door het oostelijk centrum aan te leggen. In de voorgaande jaren was alle bebouwing ter plaatse gesloopt. De  weg die vanaf het Mr. Visserplein dwars door de te saneren Nieuwmarktbuurt richting Centraal Station zou lopen, in aansluiting op een nieuwe weg in de eveneens te saneren Haarlemmerhouttuinen, kwam er na veel verzet (zie Nieuwmarktrellen) uiteindelijk niet. Wel werd er onder het Mr. Visserplein een autotunnel met twee rijstroken gebouwd in aansluiting op de Weesperstraat en Valkenburgerstraat naar de IJtunnel, met daarboven voetgangerstunnels. Ook verscheen in 1970 een tramhalte op de brug daarboven. De voetgangerstunnels werden, alhoewel verplicht, in de praktijk door de trampassagiers nauwelijks gebruikt vooral omdat men steeds trap op en af moest en men de lugubere tunnel als het even kon wilde mijden. Passagiers staken daarom massaal via de rijweg over, wat door het ontbreken van een zebrapad gevaarlijk was. In 1985 werden de tramhaltes dan ook verplaatst naar de Muiderstraat. De voetgangerstunnel werd dichtgemetseld; later verscheen hier een fietsenstalling en een kinderspeelplaats.

### Herinrichting (2010)
In het kader van de herinrichting van de Wibaut-as (de doorgaande route tussen het Prins Bernhardplein en de IJtunnel) realiseerde de gemeente Amsterdam rond 2010 een ingrijpende reconstructie van het Mr. Visserplein. De toegangen tot de tunnel, die de verbinding vormde vanaf de IJ-tunnel naar de Weesperstraat, werden verwijderd. Bovengronds verdween de rotonde (een beruchte black spot). Er kwam een doorgaande verbinding over de route Weesperstraat – Mr. Visserplein – Valkenburgerstraat met 2 x 2 rijstroken voor gemotoriseerd verkeer in doorgaande richting en afslagvakken richting Waterlooplein en Jodenbreestraat.
Voor de Portugees-Israëlitische Synagoge is een voetgangersplein ingericht. De Muiderstraat is (deels) afgesloten voor autoverkeer. Het ontwerp beoogt een betere aansluiting van het Mr. Visserplein bij de publiekstrekkers die aan of vlak bij het plein gelegen zijn, zoals het Joods Museum, de Portugese synagoge, J.D. Meijerplein en de Filmacademie.

## Afbeeldingen

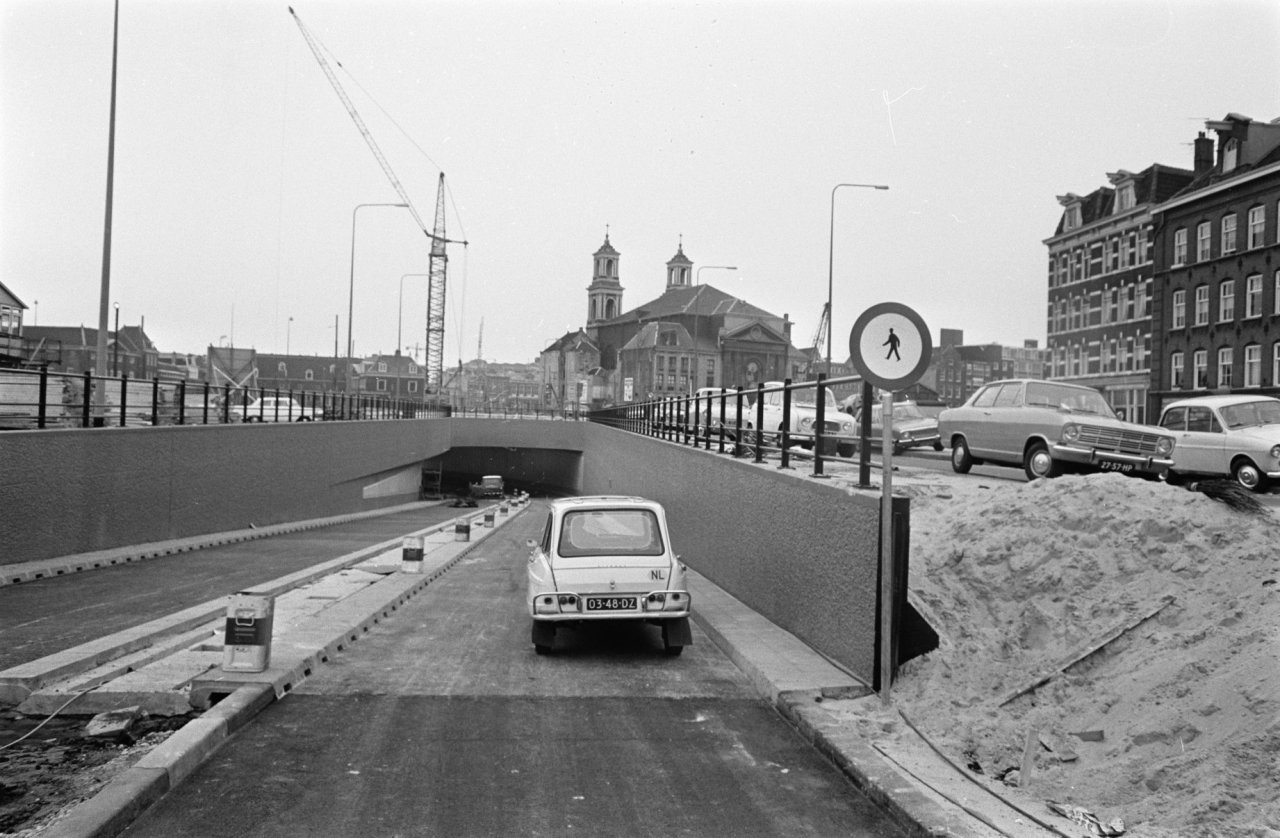
De autotunnel tijdens de opening op 1 mei 1969
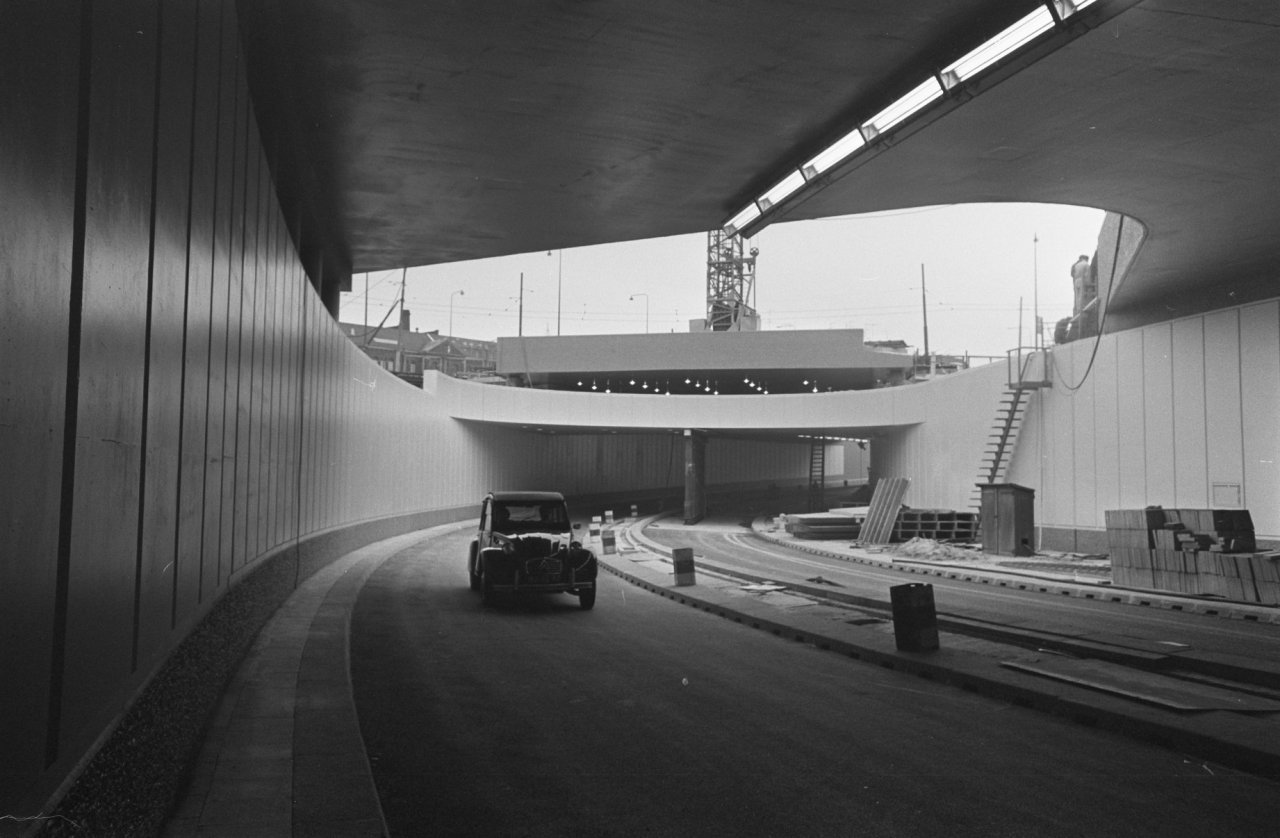
De autotunnel tijdens de opening op 1 mei 1969
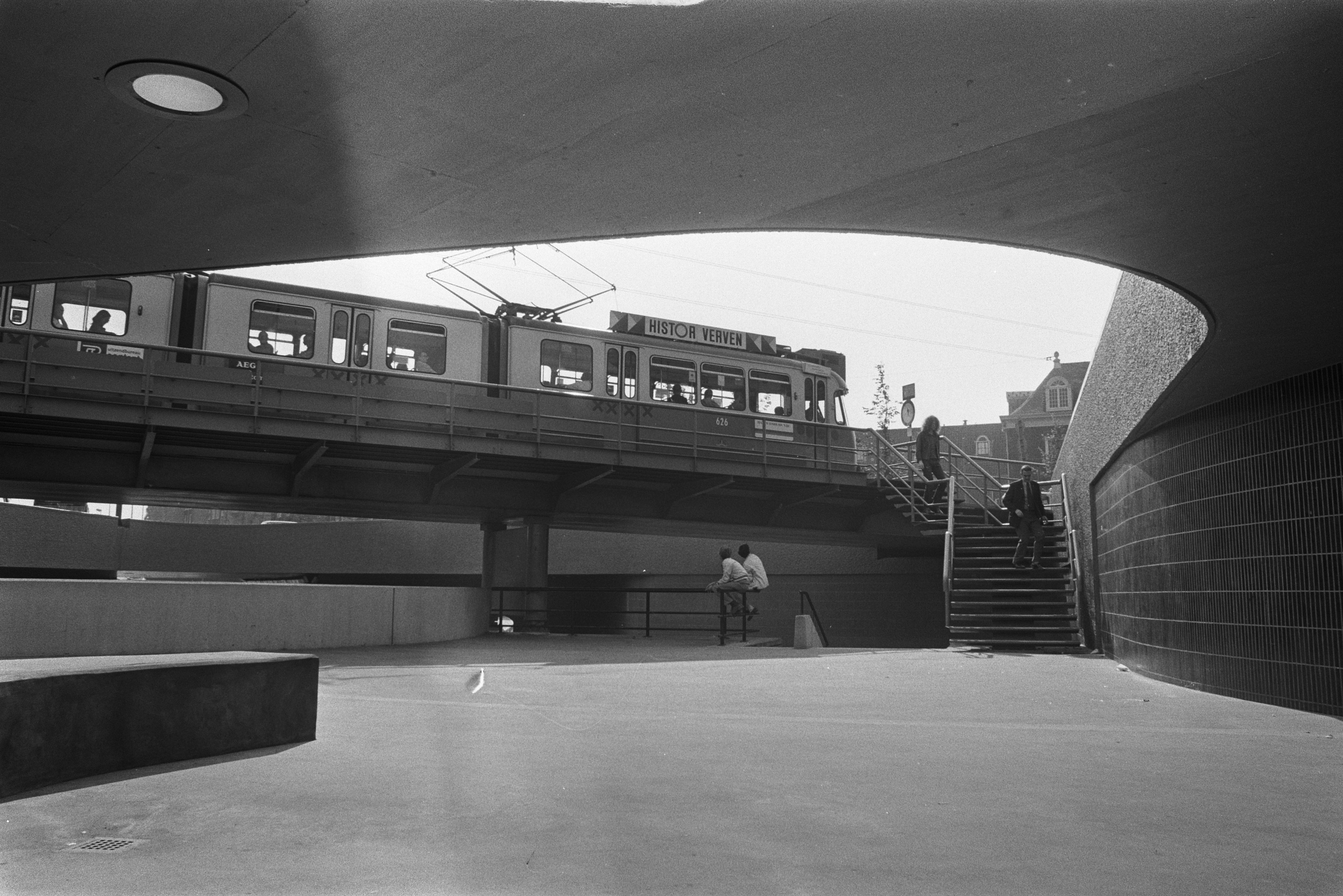
Trambrug 1971
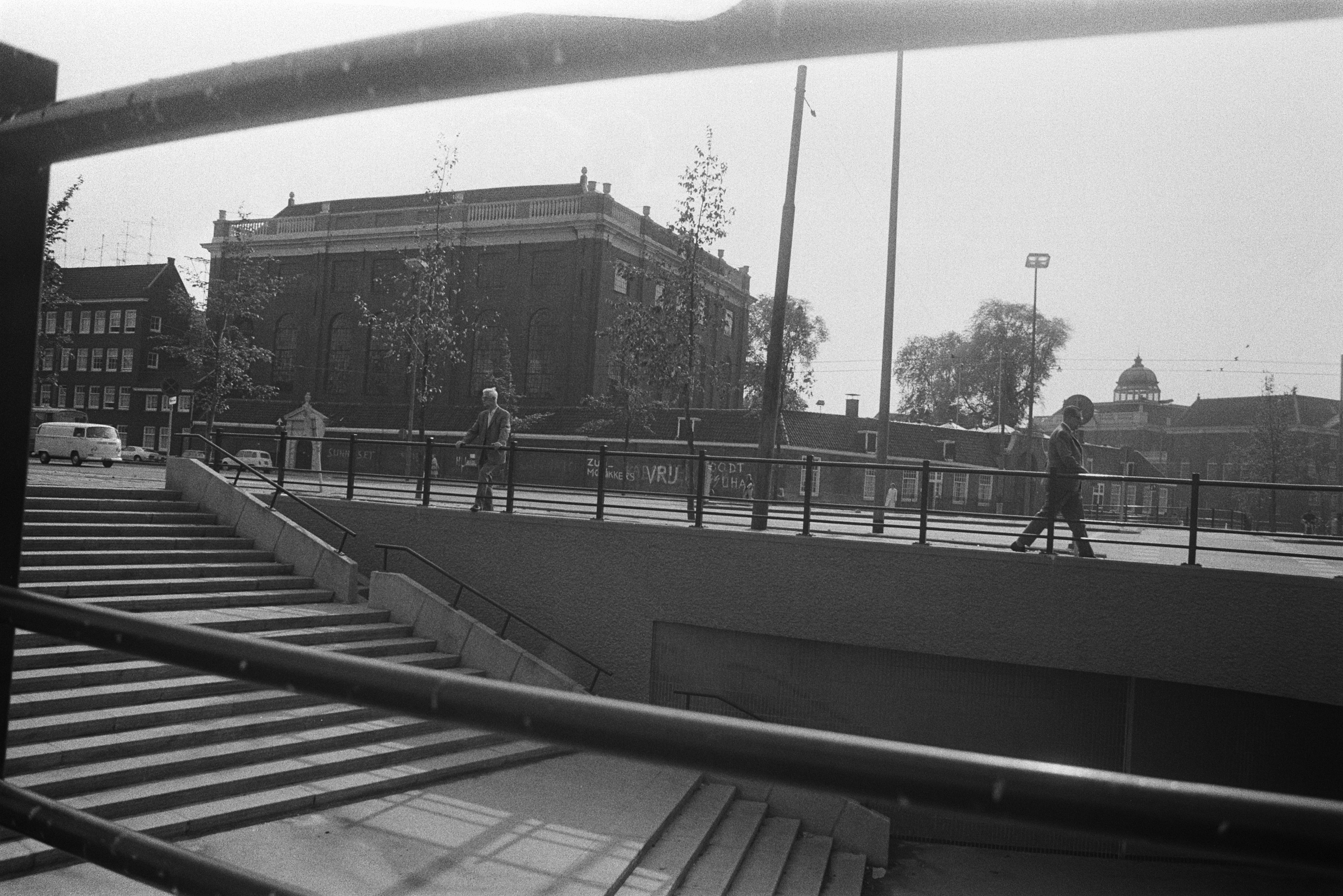
Toegangstrap 1971
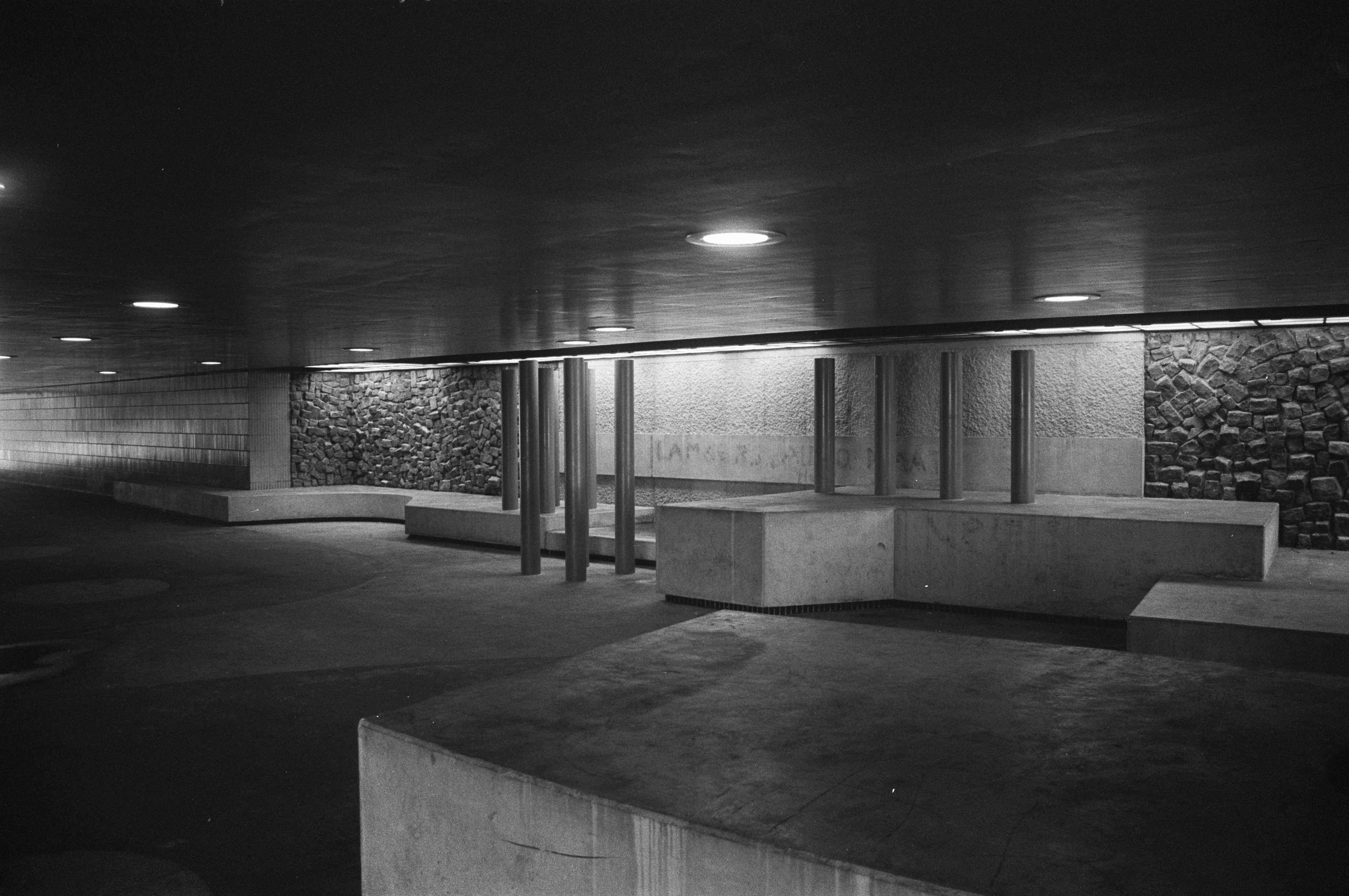
Onderdoorgang 1971
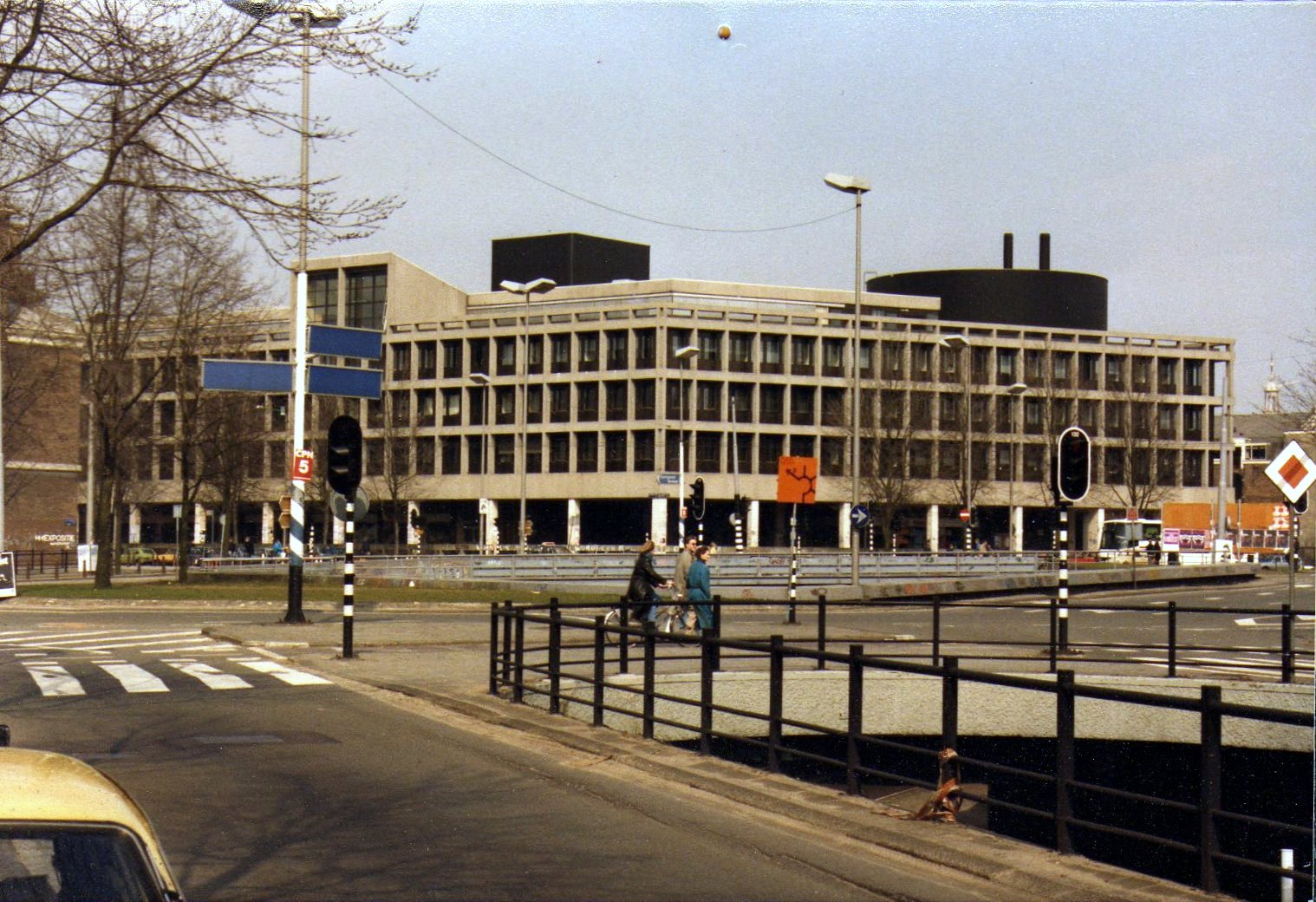
Mr. Visserplein eind jaren 1980 met het Maupoleum
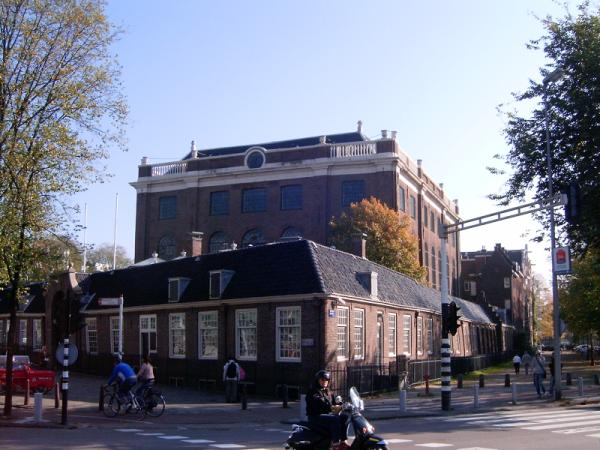
De Portugees-Israëlietische Synagoge, hoek Muiderstraat
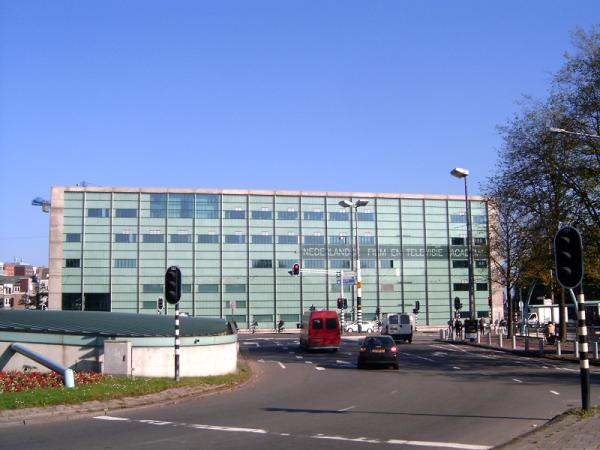
De Film en Televisie Academie, hoek Valkenburger- en Rapenburgerstraat (2006)
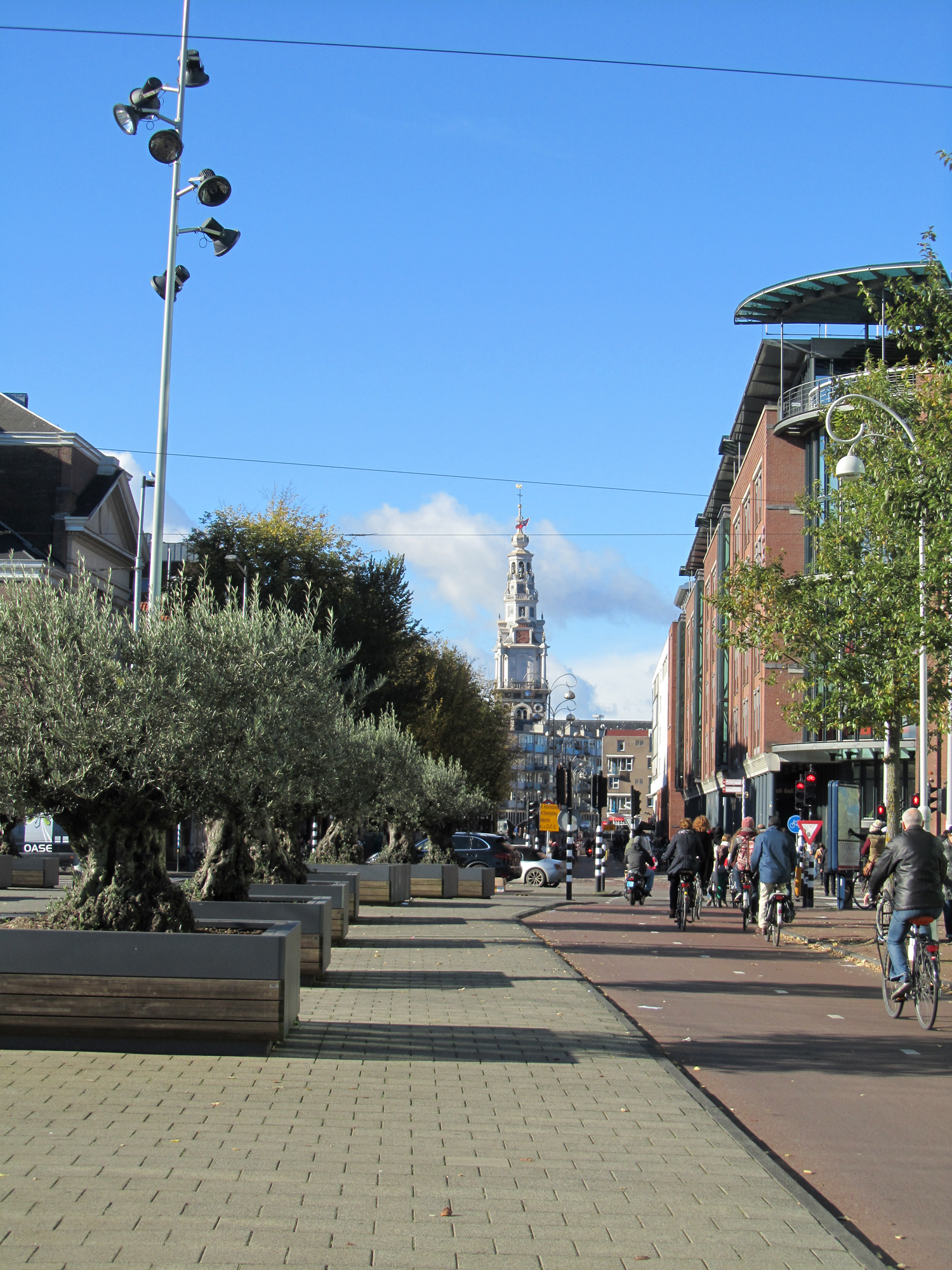
Mr. Visserplein, sinds 2010, kijkend in de richting van de Jodenbreestraat